# Gustav Leon
Gustav Leon (26. května 1839 Vídeň – 16. února 1898 Vídeň) byl rakouský podnikatel a politik německé národnosti, v 2. polovině 19. století poslanec Říšské rady z Dolních Rakous.

## Biografie
Profesí byl velkoobchodníkem. Vystudoval vídeňské Schottengymnasium. Nastoupil pak do rodinného podniku (rafinérie na petrolej). V roce 1859 založil vlastní firmu (velkoobchod Jacques Leon Söhne), kterou roku 1869 převzala Österreichische Volksbank. Od roku 1874 byl členem vídeňské obchodní a živnostenské komory. V roce 1880 byl jmenován císařským radou. V roce 1886 získal firmu R. Ph. Wagnera, jejíž zaměření změnil ze slévárny železa na výstavbu mostů.
Působil i jako poslanec Říšské rady (celostátního parlamentu Předlitavska), kam usedl ve volbách roku 1885 za kurii obchodních a živnostenských komor v Dolních Rakousích, obvod Vídeň. Rezignace byla oznámena na schůzi 25. ledna 1888. V parlamentu ho pak nahradil Wilhelm Neuber. Ve volebním období 1885–1891 se uvádí jako rytíř Gustav von Leon, císařský rada a velkoobchodník, bytem Vídeň.
Na Říšské radě patřil po volbách roku 1885 do poslaneckého klubu Sjednocené levice, do kterého se spojilo několik ústavověrných proudů. Podle jiného zdroje byl nezařazeným poslancem.
Jeho druhou manželkou byla dcera profesora von Lützowa. Zemřel v únoru 1898 ve svém vídeňském bytě.